# Colonie de vacances Sainte-Jeanne d'Arc
Pour les articles homonymes, voir Sainte-Jeanne-d'Arc et Colonie de vacances (homonymie).
La colonie de vacances Sainte-Jeanne d’Arc (initialement désignée « Colonie de vacances Jeanne d’Arc inc.») a été établie en 1926 au service des fillettes du grand Montréal. Elle est la seconde plus ancienne colonie de vacances exclusivement pour jeunes filles, encore en opération au Québec et au Canada français.
Cette colonie de vacance familial et pour jeunes filles est située sur la rive sud-est du fleuve Saint-Laurent, dans la Première Concession, dans la ville de Contrecœur, dans la municipalité régionale de comté (MRC) de Marguerite-D'Youville, dans la région administrative de la Montérégie, dans la province de Québec, au Canada.
Cette colonie pour filles est située à 0,85 km au sud-ouest de la colonie de vacances des Grèves ; cette dernière a été fondée en 1912 par le même fondateur, l’abbé Adélard Desrosiers, et était réservée aux garçons jusqu’en 1967.

## Mission, vision et valeurs éducatives
Au cours de son histoire, la Colonie Jeanne d’Arc a pérennisé sa mission première d’accueillir exclusivement des jeunes filles. Ainsi, cette colonie vise à offrir une expérience-camp surtout à des enfants provenant de familles à faible revenu. La charte de tarification est basée sur les revenus de la famille et du nombre d’enfants à charge. Les campeuses sont âgées de 4 et 14 ans, provenant de toutes situations socio-économiques.
Selon sa mission, cette colonie de vacances réservée aux jeunes filles s’est dotée d’un programme d’activités de loisir de qualité, diversifié, éducatif et distinctif. Le séjour vise notamment à développer le plein potentiel des campeuses par le biais des sports et arts, l’apprentissage d’habiletés sociales par la vie en groupe et la valorisation de chaque campeuse.
La Colonie de vacances Sainte-Jeanne d’Arc est accréditée par l’Association des Camps du Québec.

## Activités et services offerts
Cette colonie de vacances offre divers camps de vacances pour jeunes filles encadrés par des monitrices d’expérience : des camps de jour en été: programme éducatif en plein air, des camps d’été en séjour comportant des activités variées et des classes nature (une gamme d’activités de plein air, en forêt et au bord du fleuve). Des adultes accompagnateurs peuvent participer aux activités, relaxer au grand salon ou prendre du soleil;
•	des séjours pour périodes particulières, notamment pour la période des Fêtes;
•	des locations en chalets, hébergement ou des emplacements de camping pour des groupes d’enfants (ex.: cadets, scouts…).
Le site comporte un sentier forestier de quatre kilomètres pour les adeptes de la nature. Les vacanciers peuvent cueillir des légumes du jardin communautaire ou s’arrêter à la fermette. Les participants à un séjour peuvent faire usage de la piscine ou jouer des jeux de société:
•	à l’extérieur : jeux de fers, de pétanque, de croquet ou randonnées en groupe;
•	à l’intérieur: des ateliers de bricolage, des chansons, des histoires racontées dans le grand salon.
En hiver, une patinoire recouvre le jardin. Le sentier de marche de 4 kilomètres en été s’étire alors sur six kilomètres pour la pratique du ski de randonnée. En sus, le Parc régional des Grèves, situé à seulement 10 minutes de marche vers le nord-est, est accessible pour y pratiquer des activités sportives telles le ski de randonnée, la raquette, la glissade, la marche, une mini ferme et une patinoire. Ce parc offre aussi la glissade sur tube avec corridors de glisse.
La direction de cette colonie de vacances a décrété en mars 2020 la suspension des activités du camp pour une période indéfinie, à la suite de l’imposition de mesures sanitaires par le gouvernement du Québec dans le cadre de la lutte contre la pandémie mondiale du Coronavirus Covid-19. Conséquemment, la programmation de l’été 2020 comprenait seulement les camps de jours.

## Propriétaire
Cette colonie de vacances a initialement été exploitée sous l’égide de « La Colonie de vacances Jeanne d’Arc Inc.».
Le 22 décembre 1941, une demande a été faite d’obtenir sa constitution en corporation sous le nom de « La Colonie de vacances Sainte-Jeanne d’Arc » laquelle deviendra propriétaire de tous les biens et de tous les droits et privilèges possédés par la Colonie de vacances Jeanne d’Arc Inc.
La « Colonie de vacances Sainte-Jeanne d’Arc inc » a été constituée le 20 mai 1969, selon la troisième partie de la Loi des compagnies du Québec. La dernière immatriculation s’est effectuée le 24 mars 1995 sous la dénomination «Colonie Sainte-Jeanne d’Arc» comme personne morale sans but lucratif.

## Commanditaires
La première activité connue de financement de la colonie est survenue le 30 novembre 1928 alors que la directrice du camp Mlle Payant a organisé un euchre dans la salle de l’Assistance Publique, rue Lagauchetière, à Montréal. Au cours des décennies suivantes, des articles de journaux signalent des activités de financement de la colonie qui se déroulent à Montréal.
La pérennité de la Colonie est soutenue grâce à des subventions de diverses sources: la Fédération des Œuvres de Charité canadiennes-française (jusqu’en 1966), Centraide-Montréal (depuis 1966), le Club Kiwanis-Saint-Laurent, au moins depuis 1950.
Dans les années 1940, la Colonie de vacances Sainte-Jeanne d’Arc recevait annuellement 5000$ de la ville de Montréal; en sus, une somme de 1000$ additionnelle a été versée en 1941 pour de nouvelles constructions.
En 1982, le ministère du Loisir, de la Chasse et de la Pêche accorde 36 000$ à la Colonie.
Depuis les années 1990, la Colonie est subventionnée par le Haut-commissariat à la Jeunesse, aux sports et aux loisirs et par Centraide.

## Bâtisses et infrastructures
En 1943, le site de la colonie Sainte-Jeanne d’Arc comptait 13 pavillons : cuisine, réfectoire, buanderie, infirmerie, dortoir, salle de récréation, chapelle, etc.
La colonie de vacance Saint-Arsène qui était établie à proximité de la colonie Sainte-Jeanne d’Arc. À la cessation des activités de la colonie Saint-Arsène, les biens ont été acquis par la colonie Sainte-Jeanne d’Arc, soit la chapelle, le pavillon de Marlène, la maison à proximité de la chapelle et une grande salle avec un toit en plein air près du fleuve.
La colonie Sainte-Jeanne d’Arc comporte une vingtaine de bâtiments majoritairement construits dans les années 1940, notamment :
•	Pavillon Girouard - Ce pavillon offre le confort d’une auberge, comportant un salon avec foyer et une salle à dîner.
•	Grande chapelle de 140 places, construite vers 1940, qui a une vocation culturelle et récréative. Son style actuel respecte l’architecture originale. La plupart des matériaux sont d’origines, notamment le plancher en planches de bois franc, les balustrades en bois et l’ornementation de bois.
•	Petite chapelle.
•	Pavillon de Marlène.
•	Chalets.
Hormis les deux chapelles, le style des bâtisses s’apparente à l’architecture contemporaine de la première moitié du XXe siècle.

## Histoire de la colonie de vacances
De 1926 à 1941 sous l’égide de « La Colonie de vacances Jeanne d’Arc Inc. »
En 1926, l'abbé Adélard Desrosiers (1873-1953) acquiert un lot de terre de 40 acres (16,2 ha) à Contrecœur, sur la rive sud-est du fleuve Saint-Laurent, pour fin d’y établir un camp francophone pour jeunes filles. À l’époque, la Colonie Jeanne-d'Arc, était l’un des rares camps non mixte du Québec et toujours réservé aux filles. La mission de cette nouvelle colonie pour filles était la même que pour la colonie des Grèves qui avait aussi été fondée par l’abbé Adélard Desrosiers.
Originaire de Lanoraie, l’abbé Desrosiers fit ses études au Grand Séminaire de Montréal et ordonnée prêtre le 11 septembre 1898. Il termina en 1904 ses études en lettres de l’Université de Paris. Il devint assistant principal de l’École Normale Jacques-Cartier à Montréal, où il devint subséquemment principal (1912-1937), soit pendant 25 ans. Desrosiers fonda la Colonie de vacances des Grèves à Contrecœur, réservée aux garçons.
Au cours de la période 1926 à 1940, les campeuses vivaient généralement sous la tente. Des dames bénévoles et des religieuses avaient alors la charge des cuisines, de l’infirmerie et de la comptabilité. La Colonie pouvait alors accueillir une trentaine de campeuses à la fois, âgée entre 7 et 12 ans. Les animatrices étaient généralement recrutées par le biais du mouvement scout.
En 1934, la colonie comporte cinq dortoirs, une chapelle, un réfectoire pour les campeuses avec cuisine et un réfectoire pour les « Sœurs consolatrices du Divin Cœur » lesquelles étaient chargées d’un orphelinat à la Réparation, à la Pointe-aux-Trembles. Cinq de ces religieuses dont une infirmière diplômée, s’occupèrent de la colonie en 1933 où 347 enfants y ont séjourné.
De 1942 à 2001, sous l’égide de « La Colonie de vacances Sainte-Jeanne d’Arc Inc. »
La majorité des bâtiments actuels de la Colonie ont été construits au cours des années 1940. À la suite de ces constructions, la capacité d’accueil de la colonie s’est accrue à trois groupes de 150 filles pour des séjours d’une durée de 21 jours. En 1981, la Colonie pouvait accueillir jusqu’à 500 fillettes par été, de six à 12 ans.
En 1944, cette colonie de vacances a accueilli 410 jeunes filles.
En 1989, la colonie avait une double vocation : les campeuses en été et 2,500 personnes par année du troisième âge qui séjournent le reste de l’année au Pavillon Girouard, seules, en couple ou en groupe; environ 80% de ces vacanciers sont des femmes. Ce pavillon offre le confort d’une auberge, avec un salon avec foyer et une salle à dîner.
Jusqu’en 2001, la Colonie avait une capacité de séjour de 4 groupes de 150 jeunes filles de 4 à 14 ans.
Faits saillants de cette période
Le 28 mai 1960, les colonies de vacances des Grèves et de Sainte-Jeanne d’Arc, font l’objet d’une émission spéciale diffusée à Radio-Canada, dans le cadre d’une série sur les camps de vacances. Une émission spécifique à la Colonie Sainte-Jeanne d’Arc a été diffusée le 4 juin 1960 à Radio-Canada. En 1969, la Fédération des œuvres de charité canadiennes-françaises conclut une entente avec la Fondation du club Saint-Laurent Kiwanis lequel prend charge progressivement sur cinq ans de l’administration de la Colonie de vacances Sainte-Jeanne d’Arc. Grâce à ce soutien financier, la Colonie poursuit sa mission et offre une gamme de services spécialisés. Le 16 août 1978 a lieu la célébration du 50e anniversaire de la Colonie. À l'été de 1995, le Théâtre des lunes de miel s’installa dans la chapelle de la Colonie, avec les acteurs principaux : Isabelle Lajeunesse et François Guy.
2002 à aujourd’hui
En 2002, la capacité de séjour de la Colonie passe à 600 campeuses réparties en quatre groupes de 150 jeunes filles.

## Direction de la colonie et travailleurs
Au cours de l’histoire, les directeurs généraux (parfois désignés "directeur du camp") de la Colonie ont été notamment Mlle M. L. Payant en 1928, Mme O. Perrault en 1945, Maurice Gaudreault de 1971 à 1976 et Jessica Charland en 2020.
Les travailleurs(euses) de la colonie sont généralement des étudiants(es) de niveau collégial et universitaire, qui sont pour la plupart inscrits dans des programmes liés à l’enfance. Ils occupent des rôles notamment de moniteur, intervenant, sauveteur et spécialiste.
Tous les animateurs de cette colonie ont suivi une formation sur les mesures de sécurité et la programmation de la Colonie. En sus, plus de 50% des animateurs(trices) détiennent une certification en premiers soins spécialement adaptée au milieu des camps.
Chaque printemps, la direction de la Colonie organise une campagne de recrutement, de sélection et de formation des aspirantes monitrices généralement âgées entre 15 et 16 ans. Ce programme d’aspirante monitrice (PAM) d’une durée de 21 jours de formation, incluant un stage de 50 heures, s’avère l’aboutissement de la vie des campeuses aspirant à un futur emploi de monitrice au camp! Le PAM est reconnu par l’Association des camps du Québec. En sus de la certification PAM, les monitrices peuvent aussi recevoir le Diplôme d’aptitudes aux fonctions d’animateur (DAFA).

## Toponymie
Les toponymes "colonie de vacances Sainte-Jeanne d’Arc" n'a pas encore été officialisé à la Commission de toponymie du Québec.